# Tajuria dominus
Tajuria dominus är en fjärilsart som beskrevs av Druce 1895. Tajuria dominus ingår i släktet Tajuria och familjen juvelvingar. Inga underarter finns listade i Catalogue of Life.

## Bildgalleri

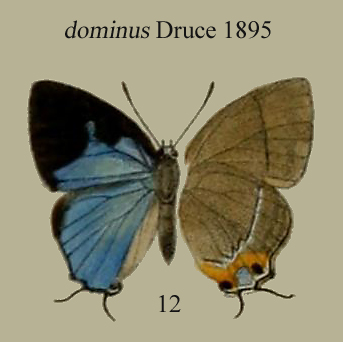
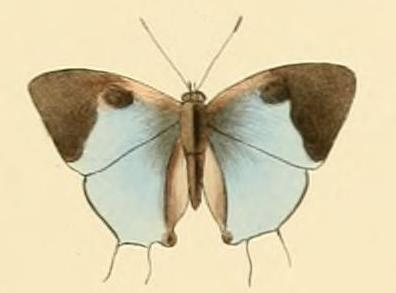
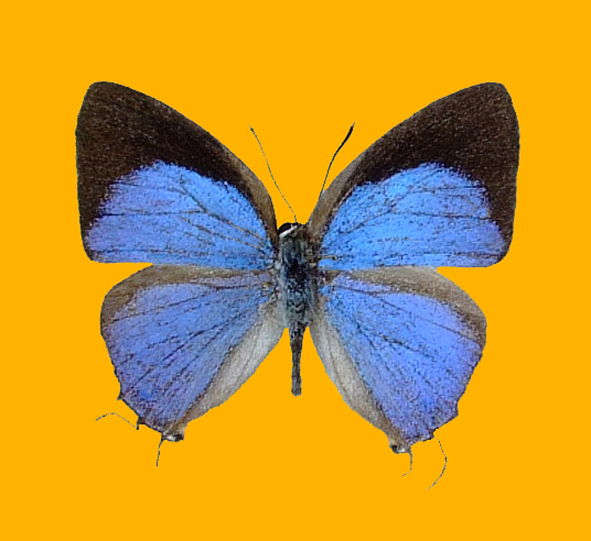
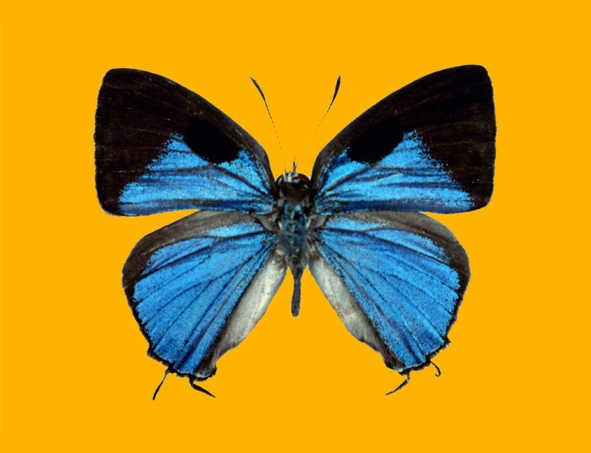
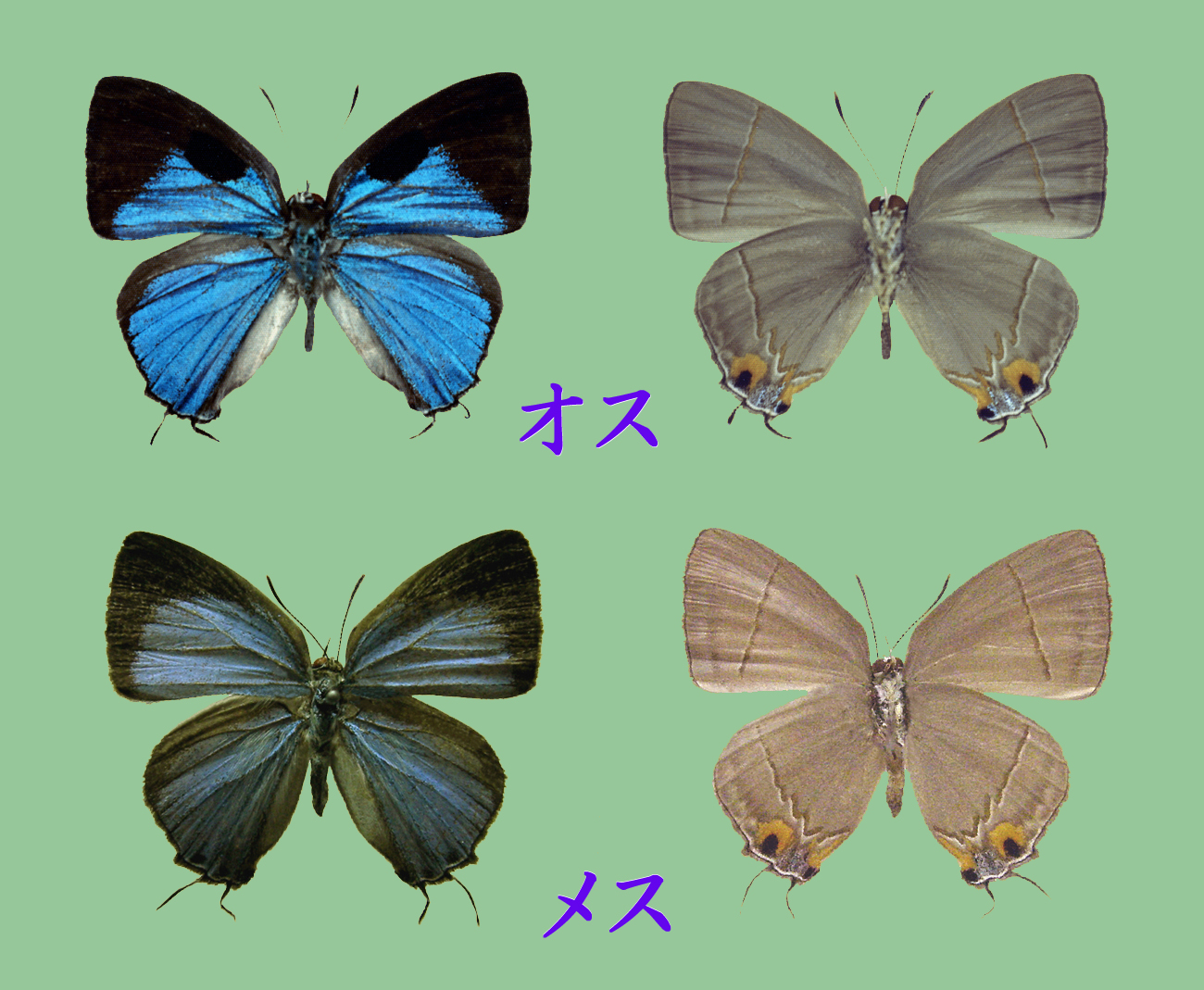
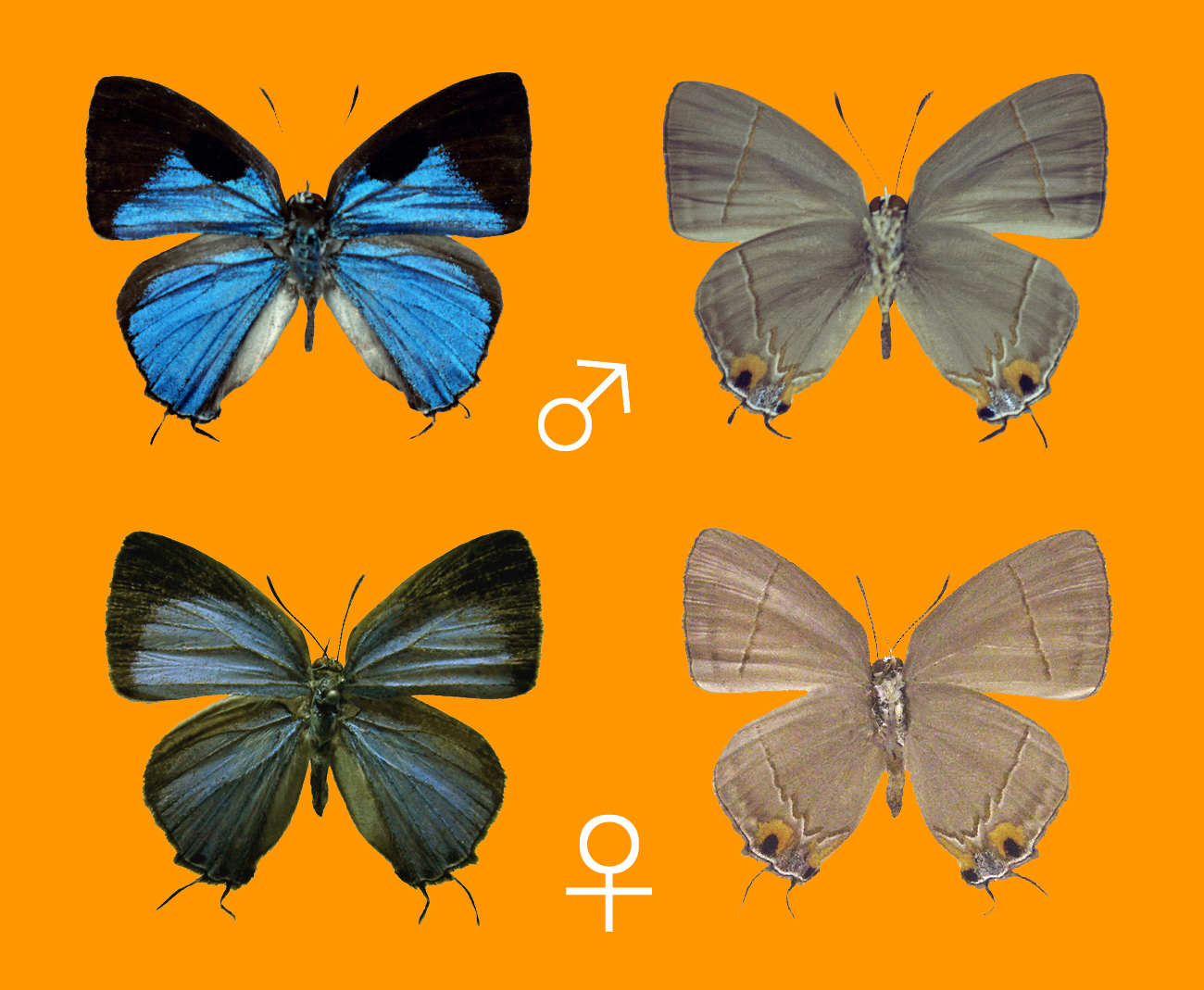